# John Sutton
John Sutton (Rawalpindi, 22 luglio 1908 – Cannes, 10 luglio 1963) è stato un attore britannico, nato nell'India britannica e che svolse la sua trentennale carriera interamente a Hollywood.

## Biografia
Figlio di un colono britannico e di una statunitense nacque in India, allora sotto il dominio britannico. Dopo gli studi compiuti al Wellington College, viaggiò in maniera estesa in tutto l'impero britannico, svolgendo i più svariati lavori, prima di trasferirsi, a metà degli anni 1930, a Hollywood.
Qui iniziò a svolgere un lavoro di consulenza su film ambientati nel vasto impero britannico, ma la sua prestanza fisica gli consentì presto di intraprendere la carriera di attore.
Dopo alcune piccole parti entrò stabilmente nel mondo del cinema statunitense dove svolse una carriera trentennale. Nella parte finale della carriera lavorò prevalentemente in serie televisive e girò il suo ultimo film in Inghilterra, Schiavo d'amore (1964), prima di morire in giovane età per un infarto cardiaco mentre si trovava a Cannes.

## Filmografia parziale

### Cinema
- Il re dei pellirosse (The Last of the Mohicans), regia di George B. Seitz (1936)
- La valigia infernale (Bulldog Drummond's Revenge), regia di Louis King (1937)
- Il giuramento dei quattro (Four Men and a Prayer), regia di John Ford (1938)
- La leggenda di Robin Hood (The Adventures of Robin Hood), regia di Michael Curtiz e William Keighley (1938)
- La tigre bianca (Booloo), regia di Clyde T. Elliott (1938)
- L'usurpatore (Tower of London), regia di Rowland V. Lee (1939)
- Il conte di Essex (The Private Lives of Elizabeth and Essex), regia di Michael Curtiz (1939)
- Zazà, regia di George Cukor (1939)
- Susanna e le giubbe rosse (Susannah of the Mounties), regia di William A. Seiter (1939)
- Charlie Chan delitto a New York (Murder Over New York), regia di Harry Lachman (1940)
- Il ritorno dell'uomo invisibile (The Invisible Man Returns), regia di Joe May (1940)
- La baia di Hudson (Hudson's Bay), regia di Irving Pichel (1941)
- Il mio avventuriero (A Yank in the R.A.F.), regia di Henry King (1941)
- Follie di New York (My Gal Sal), regia di Irving Cummings (1942)
- I cavalieri azzurri (Ten Gentlemen from West Point), regia di Henry Hathaway (1942)
- Sparvieri di fuoco (Thunder Birds), regia di William A. Wellman (1942)
- La porta proibita (Jane Eyre), regia di Robert Stevenson (1943)
- Un'ora prima dell'alba (The Hour Before the Dawn), regia di Frank Tuttle (1944)
- La vita è nostra (Claudia and David), regia di Walter Lang (1946)
- Il capitano di Castiglia (Captain from Castile), regia di Henry King (1947)
- Capitano Casanova (Adventures of Casanova), regia di Roberto Gavaldón (1948)
- La signorina rompicollo (Mickey), regia di Ralph Murphy (1948)
- I tre moschettieri (The Three Musketeers), regia di George Sidney (1948)
- Bagdad, regia di Charles Lamont (1949)
- La maschera dei Borgia (Bride of Vengeance), regia di Mitchell Leisen (1949)
- Il ventaglio (The Fan), regia di Otto Preminger (1949)
- L'ambiziosa (Payment on Demand), regia di Curtis Bernhardt (1951)
- David e Betsabea (David and Bathsheba), regia di Henry King (1951)
- La seconda moglie (The Second Woman), regia di James V. Kern (1951)
- Eroi di mille leggende (Thief of Damascus), regia di Will Jason (1952)
- Il corsaro (Captain Pirate), regia di Ralph Murphy (1952)
- Fuoco a Cartagena (The Golden Hawk), regia di Sidney Salkow (1952)
- Mia cugina Rachele (My Cousin Rachel), regia di Henry Koster (1952)
- Sangaree, regia di Edward Ludwig (1953)
- Ad est di Sumatra (East of Sumatra), regia di Budd Boetticher (1953)
- Il diabolico avventuriero (Death of a Scoundrel), regia di Charles Martin (1956)
- Schlitz Playhouse of Stars (serie TV 1957-1958)
- Tombstone Territory (serie TV 1957-1960)
- La vendetta del dottor K. (Return of the Fly), regia di Edward Bernds (1959)
- Il mostro che uccide (The Bat), regia di Crane Wilbur (1959)
- Adorabile infedele (Beloved Infidel), regia di Henry King (1959)
- I canadesi (The Canadians), regia di Burt Kennedy (1961)
- Schiavo d'amore (Of Human Bondage), regia di Ken Hughes (1964)

### Televisione
- General Electric Theater – serie TV, episodi 3x07-3x33 (1954-1955)
- 77º Lancieri del Bengala (Tales of the 77th Bengal Lancers) – serie TV, episodio 1x06 (1956)
- Indirizzo permanente (77 Sunset Strip) – serie TV, episodio 2x12 (1959)
- Men Into Space – serie TV, episodi 1x10-1x36 (1959-1960)
- The Aquanauts – serie TV, episodio 1x04 (1960)
- Carovana (Stagecoach West) – serie TV, episodi 1x15-1x16 (1961)
- Gli uomini della prateria (Rawhide) – serie TV, episodio 4x11 (1961)
- Scacco matto (Checkmate) – serie TV, episodio 1x26 (1961)

## Doppiatori italiani
- Giuseppe Rinaldi in L'usurpatore, Follie di New York, Il conte di Essex, Il corsaro
- Emilio Cigoli in I tre moschettieri, Mia cugina Rachele
- Stefano Sibaldi in David e Betsabea, Sangaree
- Augusto Marcacci in Il capitano di Castiglia
- Mario Pisu in Bagdad
- Renato Turi in Il ventaglio
- Gualtiero De Angelis in La vendetta del dottor K.
- Riccardo Mantoni in I canadesi